# Bicknacre
Bicknacre är en ort i Woodham Ferrers and Bicknacre, Chelmsford, Storbritannien.   Den ligger i grevskapet Essex och riksdelen England, i den sydöstra delen av landet, 50 km öster om huvudstaden London. Bicknacre ligger 51 meter över havet. Orten hade 2 241 invånare år 2019.
Terrängen runt Bicknacre är platt. Runt Bicknacre är det ganska tätbefolkat, med 214 invånare per kvadratkilometer. Närmaste större samhälle är Southend-on-Sea, 19,5 km sydost om Bicknacre. Trakten runt Bicknacre består till största delen av jordbruksmark.